# 大曲仮乗降場 (北海道幌加内町)
大曲仮乗降場（おおまがりかりじょうこうじょう）は、北海道雨竜郡幌加内町字大曲にあった日本国有鉄道（国鉄）深名線の仮乗降場（廃駅）である。

## 歴史
深名線では1955年（昭和30年）8月9日にレールバス（キハ01形）の運行が開始されたが、それに伴って多数開業した仮乗降場の一つである。
当駅開設直前の1951年（昭和26年）頃、大曲集落は人口360人台の最盛期を迎えたが、その後離農などで人口が徐々に減り、廃止の直前には自治集落を構成することができなくなって行政上添牛内に吸収され、これとともに利用客がほとんどいなくなった当乗降場も利用者の減少により1976年（昭和51年）2月1日に廃止となった。

### 年表
- 1955年（昭和30年）8月20日：開業（鉄道管理局設定）[3]。
  - ただし、『幌加内村史』では、同年9月16日工事着手、同年9月23日「完成」、としており[1]、仮乗降場の工事完了は完成後であった可能性がある。工事費は10.8万円であり、村費と受益集落で負担した[1]。
- 1976年（昭和51年）2月1日：廃止[3]。

### 乗降場名の由来
近くを流れる雨竜川が東へ大きく曲流することから。

## 構造
- 深川駅から72.2 km。
- 朱鞠内方面に向かって右側に簡易型の単式ホームを持つ1面1線と、ホーム中央横に待合室があった。ホームへの昇降は朱鞠内側にあり、国道整備前は旧国道から畑の畦道を通って利用する形であった[5]。

## 周辺
- 国道275号
- ジェイ・アール北海道バス深名線「大曲」バス停

## 乗降場跡
廃止と同時に全ての施設が撤去され、跡形も分からなくなっている。

## 隣の駅
日本国有鉄道
深名線
添牛内駅 - 大曲仮乗降場 - 共栄仮乗降場